# Jardín botánico Prado de las Pavas

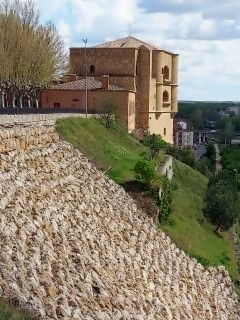
La torre del castillo de Benavente situada sobre el Prado de las Pavas

El Jardín botánico de Prado de las Pavas, es un jardín botánico especializado en la Flora mediterránea, en Benavente, administrado por el Ayuntamiento de Benavente

## Localización
Jardín botánico Prado de la Pavas isla del Prado de las Pavas, 49600 Benavente, provincia de Zamora, Castilla y León España.
Su horario de visita es de lunes a viernes de 9:00 a 17:00 horas y los sábados, domingos y festivos de 10:00 a 17:00 horas. 
El jardín cuenta con un recorrido indicado y accesible diseñado para acoger la visita de particulares y visitas guiadas de colegios, ayuntamientos o instituciones.

## Historia

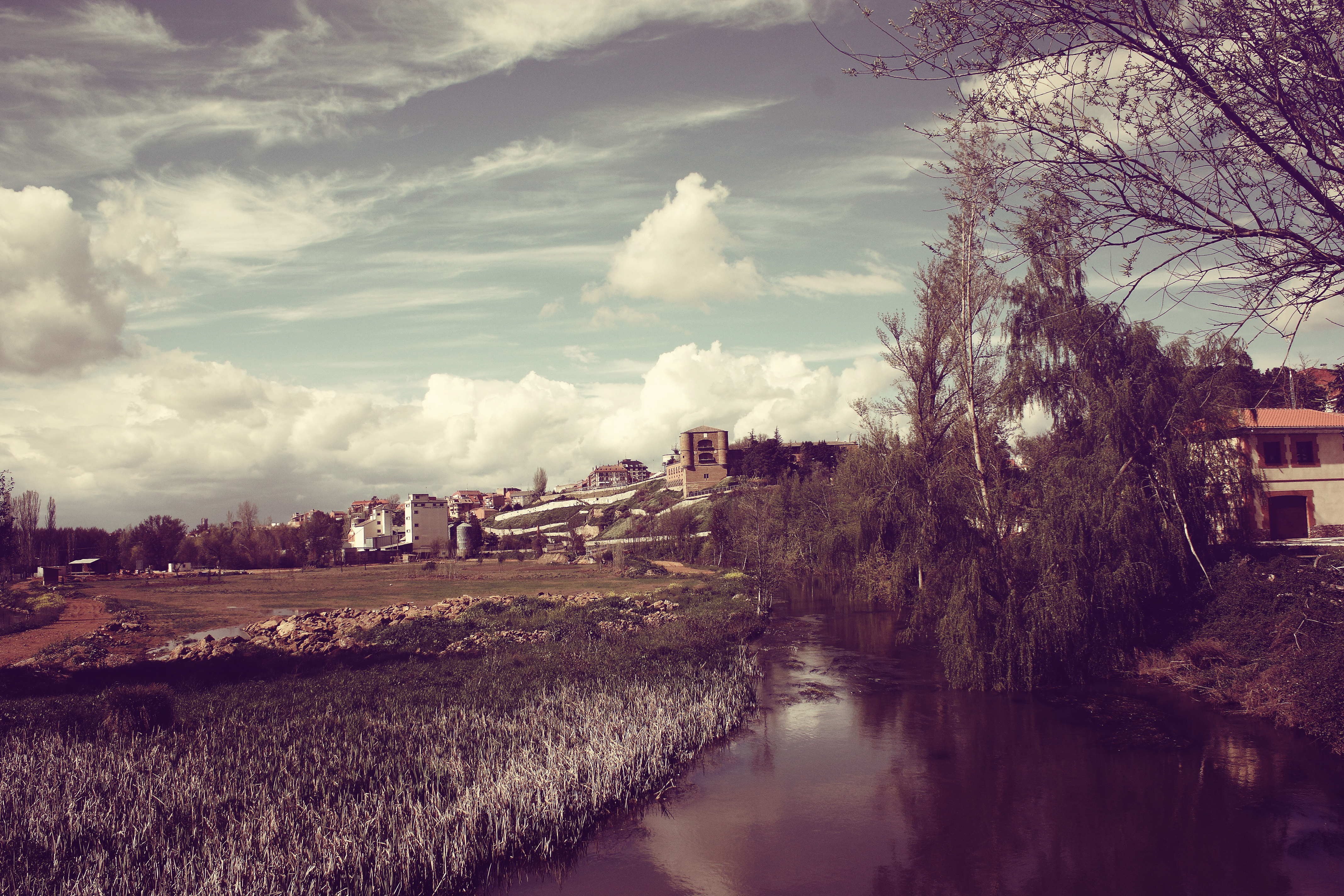
El Prado de las Pavas, antes de la realización del jardín botánico

El Jardín Botánico Prado de las Pavas fue creado el 6 de febrero de 2010. Se encuentra situado en el municipio de Benavente, en el espacio conocido como "Prado de las Pavas" que antiguamente formaba parte del famoso Jardín de los Condes de Benavente.
Está rodeado totalmente por el Canal de las Molineras, también conocido como la "Ría de Don Felipe".
Recientemente se ha acometido la adecuación de este espacio para crear en esta isla de más de cuatrocientas hectáreas de terreno un especial Jardín Botánico.

## Colecciones
Alberga las especies vegetales más representativas de la provincia de Zamora, agrupadas por comarcas:
- Especies arbóreas que se desarrollan en la zona de las tierras de Sanabria, tal como castaños, nogales, robles, fresnos.
- Zona de Aliste con encinas
- Tierra del Vino, con los comunes almendros
- Sayago, con una buena representación de enebros y olivos.
- Tierra del Pan con sus pinos
- Zona de Benavente y los Valles, en la que no faltan álamo negro, el chopo, álamo blanco, arce negundo, olmos, y alisos.
- Arbustos mediterráneos como son tomillos, retamas, zarzales, romero, majuelos, oreganos, etc. que a la vez de crear el efecto paisajístico de la zona cumplen la función de dar cobijo, protección y alimento a la fauna que aquí se encuentra.

La isla alberga además, un pequeño invernadero, que permite cultivar una amplia variedad de plantas para surtir al jardín botánico.